# 福田理軒

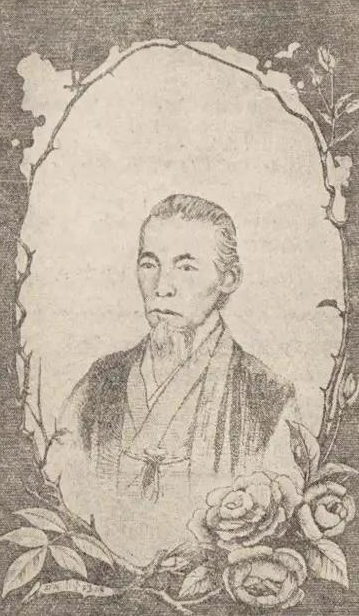
福田理軒の肖像画

福田 理軒（ふくだ りけん、通称:理八郎、主計介とも、初期の名前は本橋 惟義、1815年（文化12年）5月 - 1889年（明治22年））は、大坂出身の江戸時代末期から明治時代にかけての数学者。子供は数学者の福田治軒（福田半とも）で、弟子には岩田清庸、松見文平らがいる。
丸山健夫の『筆算をひろめた男 幕末明治の算数物語』と言う本に生涯が描かれており、題名通り「日本に筆算を広めた人物」として知られる他、1834年には兄の復と共に大坂の和算塾であった順天堂塾（現:順天中学校・高等学校）の創立者としても知られる。
また、主な作品に1857年に日本で最初に西洋の数学について紹介した『西算速知』や、1879年には日本で最初に数学史の本としてまとめ上げた書物『算法玉手箱』、日本初の解析幾何学書である『代微積拾級訳解』がある。
名は泉とも名乗り、号は理軒、順天堂で、兄は理軒と同じく数学者の福田復（福田金塘とも）。主に測量や天文などの技術を弟子に教えた。
1877年には日本初の学会である東京数学会社の設立に参加した。

## 生涯
1815年5月に大阪の商屋に生まれ、兄の復と共に数学者の武田真元の元で数学暦術について学ぶものの、復が奉納した算額に書かれた証明を巡って真元と復が対立し、真元が復を邪道と糾弾して破門した。破門された復は理軒と激しく反発し、論争となったため、徳島藩出身の数学者である小出兼政（小出修喜とも）の元で学ぶようになる。
1842年には土御門家に仕え、大坂の南本町に私塾を開き、弟子の岩田清庸らを指導した。
1854年頃より1867年頃までにかけて当時では最先端だった測量書である『測量集成』を著す。
1857年には日本で最初に西洋の数学について紹介した『西算速知』を著した。
1871年の明治維新後には東京に移住し、神田猿楽町に順天堂求合祉と呼ばれる和算塾を開いた。
1877年に東京数学会（現:日本数学会）の創立に貢献し、後に弟子の松見文平が順天堂求合祉を受け継ぎ、文平は順天中学校の校長に就任する。
1878年から1879年にかけては算数の初歩から分かり易く説明し、1886年には文部省の小学校指定教科書となった『明治小学塵劫記』を著す。また、同年には日本で最初に数学史の本としてまとめ上げた書物である『算法玉手箱』を著した。
理軒はその後、大阪に戻ったが、帰阪した理由及び生活は不明である。
1889年、満74歳で没したといわれている。命日は、『明治前日本数学史』では3月19日、『増修日本数学史』では5月19日、『大阪人物誌』では8月17日となっており、はっきりしない。墓所は文京区善心寺。
その他の著書として『規尺便覧』、『順天堂算譜』が挙げられる。